# Vườn quốc gia Donau-Auen
Vườn quốc gia Danube-Auen là một vườn quốc gia có diện tích 93  km² tại Viên và Hạ Áo và là một trong những đồng bằng ngập lụt lớn nhất của sông ở Trung Âu.
Vườn quốc gia đã được xác định là một vườn quốc gia IUCN loại II và nằm ở địa phận của Viên (Lobau), Groß-Enzersdorf, Orth an der Donau, Eckartsau, Engelhartstetten, Hainburg, Bad Deutsch-Altenburg, Petronell-Carnuntum, Regelsbrunn, Haslau-Maria Ellend, Fischamend và Schwechat.